# Pleopis polyphaemoides
Pleopis polyphaemoides is een watervlooiensoort uit de familie van de Podonidae. De wetenschappelijke naam van de soort is voor het eerst geldig gepubliceerd in 1859 door Leuckart.